# Sciobia lusitanica
Sciobia lusitanica är en insektsart som först beskrevs av Jules Pièrre Rambur 1838.  Sciobia lusitanica ingår i släktet Sciobia och familjen syrsor.

## Underarter
Arten delas in i följande underarter:
- S. l. lusitanica
- S. l. ramburi